# هيرنان أندرادي
هيرنان أندرادي (بالإسبانية: Hernán Andrade)‏ هو منافس ألعاب قوى مكسيكي، ولد في 1 نوفمبر 1960.

## وصلات خارجية
- هيرنان أندرادي على موقع الاتحاد الدولي لألعاب القوى (الإنجليزية)
- هيرنان أندرادي على موقع أوليمبيديا (الإنجليزية)